# Born from Pain
Born from Pain is een band uit de Oostelijke Mijnstreek gevormd in 1997.

## Geschiedenis
Door de jaren heen trad de band op in Europa, de Verenigde Staten en Japan, samen met bekende bands zoals Hatebreed, Madball, Zero Mentality, Six Feet Under, Soulfly, Limp Bizkit en Agnostic Front.
Ook speelde Born from Pain op de festivals Paaspop, Groezrock, Party On en Dour.

## Bezetting
- Rob Franssen - zang
- Dominik Stammen - gitaar
- Stefan van Neerven - gitaar
- Thomas Gawellek - bas
- Max van Winkelhof - drums

## Discografie
- Immortality (2002)
- Reclaiming the Crown (2003)
- Sands of Time (2004)
- In Love with the End (2005)
- War (2006)
- Survival (2008)
- Dance with the Devil (2014)
- True Love (2019)